# Chhota Udaipur
Chhota Udaipur là một thành phố và khu đô thị của quận Vadodara thuộc bang Gujarat, Ấn Độ.

## Nhân khẩu
Theo điều tra dân số năm 2001 của Ấn Độ, Chhota Udaipur có dân số 22.987 người. Phái nam chiếm 51% tổng số dân và phái nữ chiếm 49%. Chhota Udaipur có tỷ lệ 69% biết đọc biết viết, cao hơn tỷ lệ trung bình toàn quốc là 59,5%: tỷ lệ cho phái nam là 76%, và tỷ lệ cho phái nữ là 62%. Tại Chhota Udaipur, 11% dân số nhỏ hơn 6 tuổi.